# Joan Grant
Joan Grant – også kaldt Joan M. Grant eller Joan Marshall Grant – (12. april 1907 – 3. februar 1989) var en engelsk forfatter. Hendes første bog Winged Pharaoh fra 1937 vakte opsigt og blev udgivet på mange sprog, på dansk som Den vingede Farao.
Senere vakte det opsigt, da hun hævdede, at hendes bøger i virkeligheden var biografier over hendes tidligere liv.
Følgende af Joan Grants bøger er udgivet på dansk. (Her angiver årstallet bogens første udgivelse på engelsk):
- Den vingede Farao (Winged Pharaoh, 1937). Roman fra det gamle Egypten om dronningen Sekita, der levede 3000 f.Kr.
- Horus' Øjne (Eyes Of Horus, 1942). Historisk roman fra det gamle Egypten omkring 3500 f.Kr., hvor den despotiske Farao afløses af en hersker med mere liberale anskuelser.
- Horisontens herre (Lord Of The Horizon, 1943). Farao sender sin forkælede søn til Ra'ab, for at han kan hente visdom, menneskelighed og styrke til at blive en værdig hersker over sit folk. Denne bog er en selvstændig fortsættelse af "Horus' Øjne"
- De røde fjer (Scarlet Feather, 1945). Om en indianerpiges og hendes brors opdragelse til at blive høvdinge for en stamme, hvor overtro, frygt og had er bekæmpet.
- Fruen til Cloud (The laird and the lady, 1949). En ung amerikanerindes dramatiske oplevelser, da hun bliver gift med arvingen til et skotsk gods.
- De mange liv (Many Lifetimes, 1968). Skrevet af Joan Grant og Denys Kelsey. Om hypnoseterapi og reinkarnation.